# TEMPO
TEMPO (систематическое название (2,2,6,6-тетраметилпиперидин-1-ил)оксил) — гетероциклическое соединение, стабильный радикал, реагент, применяемый в органическом синтезе и биохимии. Соединение было впервые получено Лебедевым и Казарновским в 1960 году.

## Получение
TEMPO получают окислением соответствующего тетраметилпиперидина и очищают сублимацией.

## Физические свойства
TEMPO — твёрдое вещество красного цвета. TEMPO растворим во всех органических растворителях. Растворимость в воде составляет 0,03 М при 25 °С.

## Применение в органическом синтезе
TEMPO применяется в синтезе как катализатор окисления первичных и вторичных спиртов до альдегидов и кетонов соответственно. Типичная система для окисления включает в себя комбинацию TEMPO, бромида калия (сокатализатор) и раствора гипохлорита натрия. Фактическим окислителем в реакции является оксоаммониевая соль, которая образуется при окислении TEMPO. В каталитическом цикле гипохлорит натрия выступает как стехиометрический окислитель, генерирующий оксоаммониевую соль из TEMPO. Обычно реакции, проводимые в миллимолярных количествах, завершаются за несколько минут. Проводить их необходимо при 0 °С или, по крайней мере, в области 10—15 °С на ледяной бане. При более высоких температурах катализатор разлагается. Как правило, неустойчивые защитные группы, например, ацетонидная, не затрагиваются данной окислительной системой, однако образование побочных продуктов наблюдается, если субстрат содержит сопряжённые либо изолированные двойные связи. При окислении оптически активных спиртов конфигурация стереоцентров в большой степени сохраняется.
В качестве стехиометрических окислителей могут также использоваться трихлоризоциануровая кислота, бромат натрия, хлорат натрия и оксон.
Также действием TEMPO можно окислять диолы: строение продуктов зависит от соотношения количеств TEMPO и субстрата. Добавление небольшого количества четвертичной аммониевой соли к реакционной системе позволяет окислять первичные спирты сразу до карбоновых кислот.
Являясь радикалом, TEMPO иногда используется в качестве ловушки радикалов при исследовании механизмов реакций.

## Безопасность
TEMPO является токсичным веществом и оказывает сильное раздражающее действие, легко проникая под кожу. Токсическое действие связано, по-видимому, с образованием метаболитов гидроксиламина.